# Sicignano degli Alburni
Sicignano degli Alburni és una localitat i comune italiana de la província de Salern, regió de Campània, amb 3.333 habitants.

## Evolució demogràfica
| Gràfica d'evolució demográfica de Sicignano degli Alburni entre 1861 i 2001 |
|                                                                             |
| Font ISTAT - elaboració gràfica de Wikipedia                                |